# Meilenstein (Theißen Nord, Halbmeile)

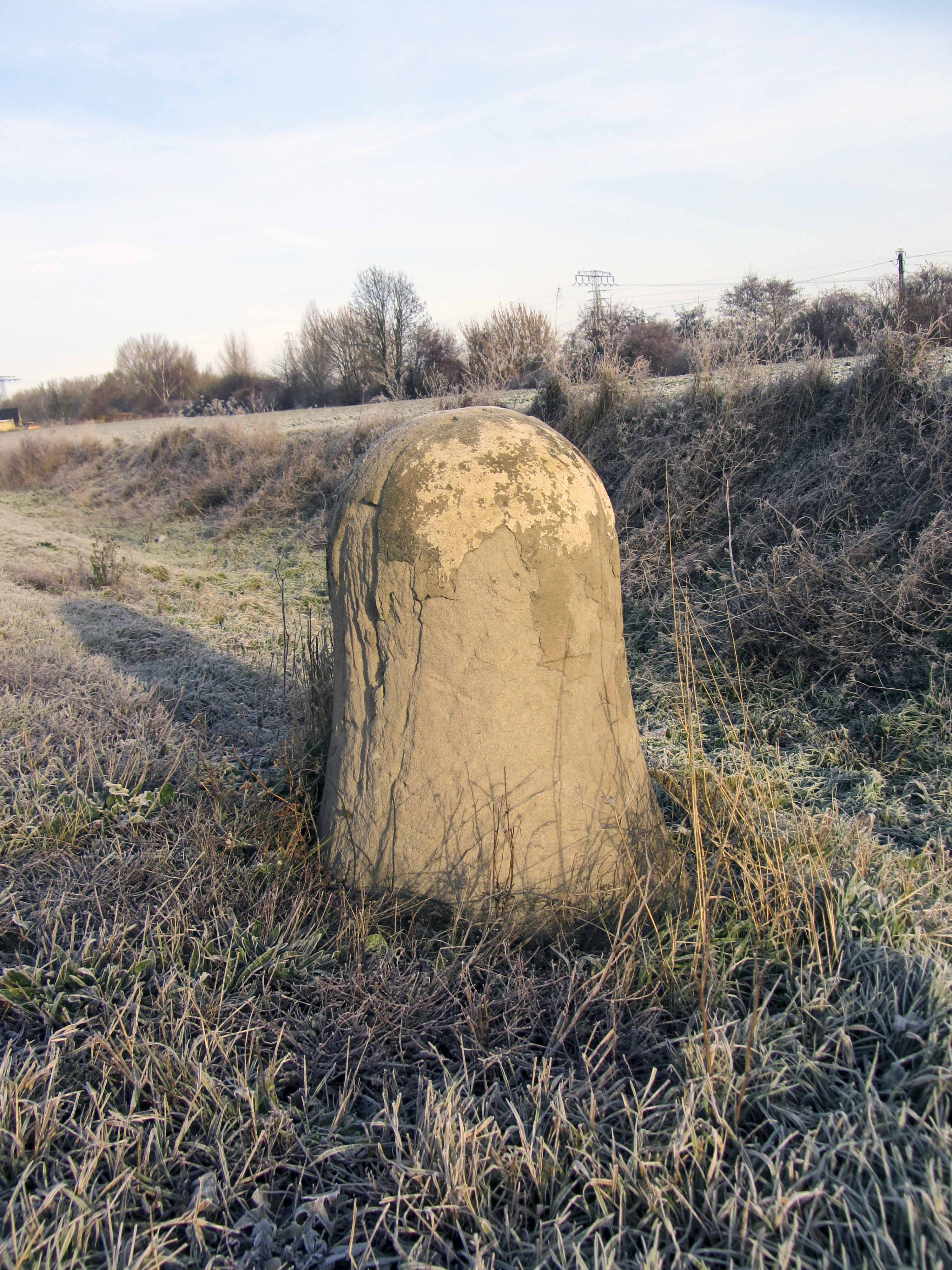
Preußischer Halbmeilenstein bei Theißen

Der Halbmeilenstein bei Theißen ist ein Kleindenkmal in der Stadt Zeitz im Burgenlandkreis in Sachsen-Anhalt.
An der über 200 Kilometer langen preußischen Chaussee von Berlin über Halle (Saale) nach Giebelroth, die in den 1820er Jahren erbaut wurde, befinden sich an verschiedenen Stellen noch Meilensteine, allerdings in teils schlechtem Zustand. Der Stein ist einer von gleich drei Meilensteinen auf der Flur des Ortes. Der glockenförmige Distanzanzeiger aus rotem Sandstein befindet sich an der nordöstlichen Straßenseite der Bundesstraße 91, die hier, zwischen Weißenfels und Zeitz, identisch mit der alten Chaussee ist. Der Stein ist einen Meter hoch.
Dadurch, dass die Steine nicht mehr in der historisch richtigen Reihenfolge stehen, besitzt Theißen heute alle drei Typen, nämlich einen Viertelmeilenstein südöstlich des Ortes (kleine Glocke), einen Halbmeilenstein nordwestlich (große Glocke) und einen Ganzmeilenstein ebenfalls nordwestlich der Dorflage (Obelisk), beide nur etwas mehr als 100 Meter voneinander entfernt, aber auf unterschiedlichen Straßenseiten. Vermutlich befinden sich die Halb- und Viertelmeilensteine noch an den richtigen Standorten und wurden nur geringfügig verschoben, wohingegen nachgewiesen wurde, dass die Ganzmeilensteine später in ein neues System gerückt wurden, dass nicht mehr Berlin, sondern den Markt von Weißenfels als Nullpunkt der Straße anzeigt. Daher befinden sich alle Ganzmeilenobelisken um 2,8 Kilometer verrückt.
Der 600 Meter vom Ortsausgang gen Deuben stehende Meilenstein steht unter Denkmalschutz und ist im Denkmalverzeichnis mit der Erfassungsnummer 094 66133 als Baudenkmal registriert. Eine halbe preußische Meile entspricht 3,76 Kilometern.